# ماريانو أريني
ماريانو أريني (بالإيطالية: Mariano Arini)‏ (17 يناير 1987 بنابولي في إيطاليا - ) هو لاعب كرة قدم إيطالي في مركز الوسط. شارك مع منتخب إيطاليا تحت 17 سنة لكرة القدم. أما مع النوادي، فقد لعب مع نادي أفيلينو وASD Real Agro Aversa ‏ وFidelis Andria 2018 ‏.

## روابط خارجية
- ماريانو أريني على موقع قاعدة بيانات كرة القدم.إي يو (الإنجليزية)
- ماريانو أريني على موقع Soccerway.com (الإنجليزية)
- ماريانو أريني على موقع عالم كرة القدم.نت (الإنجليزية)